# Integral elíptica
En cálculo, una integral elíptica es una función {\displaystyle f} de la forma
{\displaystyle f(x)=\int _{c}^{x}R\left(t,{\sqrt {P(t)}}\right)dt}
donde {\displaystyle R} es una función racional, {\displaystyle P} es un polinomio sin raíces repetidas y {\displaystyle c\in \mathbb {R} }.
La denominación integral elíptica parte de los primeros problemas donde tuvieron lugar estas integrales, relacionados con el cálculo de la longitud de segmentos de elipse.
Las integrales elípticas pueden verse como generalizaciones de las funciones trigonométricas inversas. Las integrales elípticas proporcionan soluciones a una clase de problemas algo más amplia que las funciones trigonométricas inversas elementales, por ejemplo el cálculo de la longitud de arco de una circunferencia solo requiere de las funciones trigonométricas inversas, pero el cálculo de la longitud de arco de una elipse requiere de integrales elípticas. Otro buen ejemplo es el péndulo, cuyo movimiento para pequeñas oscilaciones puede representarse por funciones trigonométricas, pero para oscilaciones más grandes requiere el uso de funciones elípticas basadas en las integrales elípticas.

## Cálculo
Todas las integrales elípticas del tipo anterior pueden ser reescritas en términos en forma de suma de funciones elementales y tres tipos "básicos" de integrales elípticas (llamados de primera especie, de segunda especie y de tercera especie). Para ver esto escribamos la integral elíptica en la forma:
{\displaystyle \int {\frac {P(w,x)}{Q(w,x)}}\ dx}
Donde {\displaystyle w} es una función de {\displaystyle x}, tal que {\displaystyle w^{2}} es un polinomio de tercer o cuarto grado, que contiene al menos una potencia impar de {\displaystyle x}.

## Integral elíptica de primera especie
Una integral elíptica de primera especie es un caso particular de la integral elíptica. Existen integrales elípticas de primera especie, completas e incompletas. Las primeras dependen de una sola variable y las segundas dependen de dos variables.

### Integral elíptica completa de primera especie
La integral elíptica completa de primera especie {\displaystyle K} se define como:
{\displaystyle K(x)=\int _{0}^{\pi /2}{\frac {d\theta }{\sqrt {1-x^{2}\operatorname {sen} ^{2}\theta }}}=\int _{0}^{1}{\frac {dv}{\sqrt {(1-v^{2})(1-x^{2}v^{2})}}}}
y puede expresarse como una serie de potencias como
{\displaystyle K(x)={\frac {\pi }{2}}\sum _{n=0}^{\infty }\left({\frac {(2n)!}{2^{2n}(n!)^{2}}}\right)^{2}x^{2n}={\frac {\pi }{2}}\sum _{n=0}^{\infty }\left(P_{2n}(0)\right)^{2}x^{2n}}
donde {\displaystyle P_{n}} es el polinomio de Legendre, la expresión anterior es equivalente a 
{\displaystyle K(x)={\frac {\pi }{2}}\left(1+\left({\frac {1}{2}}\right)^{2}x^{2}+\left({\frac {1\cdot 3}{2\cdot 4}}\right)^{2}x^{4}+\cdots +\left({\frac {(2n-1)!!}{(2n)!!}}\right)^{2}x^{2n}+\cdots \right)}
donde {\displaystyle n!!} denota el doble factorial.

#### Ecuación diferencial
La ecuación diferencial para la integral elíptica de primera especie es
{\displaystyle {\frac {d}{dx}}\left(x(1-x^{2}){\frac {dK(x)}{dx}}\right)=xK(x)}
Una segunda solución para esta ecuación es {\displaystyle K\left(1-x^{2}\right)}, esta solución satisface la relación
{\displaystyle {\frac {d}{dx}}K(x)={\frac {E(x)}{x(1-x^{2})}}-{\frac {K(x)}{x}}}

### Integral elíptica incompleta de primera especie
La integral elíptica incompleta de primera especie F se define como:
{\displaystyle u=F(x,\varphi )=\int _{0}^{\varphi }{\frac {d\theta }{\sqrt {1-x^{2}\operatorname {sen} ^{2}\theta }}}=\int _{0}^{\operatorname {sen} \varphi }{\frac {dv}{\sqrt {(1-v^{2})(1-x^{2}v^{2})}}}=F_{x}(\varphi )}
En este caso el parámetro {\displaystyle \varphi =\operatorname {am} (u)} se llama "amplitud" y si se toma x como un parámetro. Esta "amplitud" viene dada por la inversa de la función anterior F. Las funciones elípticas de Jacobi se definen a partir de esta amplitud.

### Transformación de Landen
La transformación de Landen permite expresar integrales elípticas incompletas de un parámetro en integrales elípticas de otro parámetro diferente. Puede probarse que si definimos una nueva amplitud φ1 y un nuevo parámetro k1, relacionadas con la antigua amplitud φ y el antiguo parámetro k mediante:
{\displaystyle k_{1}={\frac {2{\sqrt {k}}}{1+k}}\qquad \tan \varphi ={\frac {\operatorname {sen} 2\varphi _{1}}{k+\cos 2\varphi _{1}}}}
Entonces existe una relación simple entre las integrales elípticas incompletas asociadas a los parámetros (k1,φ1) y (k,φ) dada por:
{\displaystyle F(k,\varphi )=\int _{0}^{\varphi }{\frac {d\theta }{\sqrt {1-k^{2}\operatorname {sen} ^{2}\theta }}}={\frac {1}{1+k}}\int _{0}^{\varphi _{1}}{\frac {d\theta _{1}}{\sqrt {1-k_{1}^{2}\operatorname {sen} ^{2}\theta _{1}}}}}
Este resultado puede aplicarse iterativamente para calcular las integrales elípticas incompletas en términos de funciones elementales y límites. Si definimos las sucesiones:
{\displaystyle k_{i}={\frac {2{\sqrt {k_{i+1}}}}{1+k_{i}}}\qquad \tan \varphi _{i}={\frac {\operatorname {sen} 2\varphi _{i+1}}{k+\cos 2\varphi _{i+1}}}}
Entonces tenemos que:
{\displaystyle F(k_{0},\varphi _{0})={\sqrt {\frac {k_{1}k_{2}k_{3}\dots }{k_{0}}}}\int _{0}^{\Phi }{\frac {d\theta }{\sqrt {1-\operatorname {sen} ^{2}\theta }}}={\sqrt {\frac {k_{1}k_{2}k_{3}\dots }{k_{0}}}}\ln \tan \left({\frac {\pi }{4}}+{\frac {\Phi }{2}}\right)}
Donde:
{\displaystyle \Phi =\lim _{k\to \infty }\varphi _{k}}

## Integral elíptica de segunda especie
Una Integral elíptica de segunda especie es un caso particular de la integral elíptica.

### Integral elíptica completa de segunda especie
La integral elíptica completa de segunda especie {\displaystyle E} se define como:
{\displaystyle E(x)=\int _{0}^{\pi /2}{\sqrt {1-x^{2}\operatorname {sen} ^{2}\theta }}\ d\theta =\int _{0}^{1}{\frac {\sqrt {1-x^{2}t^{2}}}{\sqrt {1-t^{2}}}}\ dt}
La integral elíptica de segunda especie puede expresarse como la serie de potencias
{\displaystyle E(x)={\frac {\pi }{2}}\sum _{n=0}^{\infty }\left({\frac {(2n)!}{2^{2n}(n!)^{2}}}\right)^{2}{\frac {x^{2n}}{1-2n}}}
que es equivalente a
{\displaystyle E(x)={\frac {\pi }{2}}\left(1-\left({\frac {1}{2}}\right)^{2}x^{2}-\left({\frac {1\cdot 3}{2\cdot 4}}\right)^{2}{\frac {x^{4}}{3}}-\left({\frac {1\cdot 3\cdot 5}{2\cdot 4\cdot 6}}\right)^{2}{\frac {x^{6}}{5}}-\dots \left({\frac {(2n-1)!!}{(2n)!!}}\right)^{2}{\frac {x^{2n}}{2n-1}}-\dots \right)}

#### Derivada y ecuación diferencial
{\displaystyle {\begin{aligned}&{\frac {dE(x)}{dx}}={\frac {E(x)-K(x)}{x}}\\&(x^{2}-1){\frac {d}{dx}}\left(x{\frac {dE(x)}{dx}}\right)=xE(x)\end{aligned}}}

### Integral elíptica incompleta de segunda especie
La integral elíptica incompleta de segunda especie es una función de dos variables que generaliza a la integral completa:
{\displaystyle E(x,\varphi )=\int _{0}^{\varphi }{\sqrt {1-x^{2}\operatorname {sen} ^{2}\theta }}\;d\theta =\int _{0}^{\operatorname {sen} \varphi }{\frac {\sqrt {1-x^{2}t^{2}}}{\sqrt {1-t^{2}}}}\;dt}

## Integral elíptica de tercera especie
Una integral elíptica de tercera especie es un caso particular de la integral elíptica. Sea {\displaystyle 0<k^{2}<1}, la integral elíptica completa de tercera especie se define como:
{\displaystyle \Pi (n,k)=\int _{0}^{\frac {\pi }{2}}{d\theta  \over (1-n\operatorname {sen} ^{2}\theta ){\sqrt {1-k^{2}\operatorname {sen} ^{2}\theta }}}}
donde {\displaystyle n} es una constante.

### Aplicaciones
Las integrales elípticas de tercera especie aparecen de modo natural en la integración de las ecuaciones de movimiento de un péndulo esférico.